# Patriot (Fernsehserie)
Patriot ist eine amerikanische Agenten-Dramedy von Steve Conrad für den Streaming-Dienst Amazon Video. Die Pilotfolge erschien am 5. November 2015, die übrige erste Staffel am 23. Februar 2017 (in deutscher Synchronisation am 24. März 2017), die zweite Staffel am 9. November 2018. Im Mittelpunkt der Handlung steht ein amerikanischer Geheimagent, der lieber Folksänger wäre und seine belastenden Einsätze in Liedern verarbeitet.

## Handlung

### Erste Staffel
Thomas „Tom“ Tavner steht einem amerikanischen Geheimdienst vor. Seine Aufträge sind zumeist von der Art, dass die Politik etwas erwartet, wofür sie keine Genehmigung erteilen kann. So droht ihm bei jedem Misserfolg die öffentliche Distanzierung und das Gefängnis. Daher verlässt er sich in heiklen Missionen nur auf seinen Lieblingssohn John, dem er schwierigste Aufgaben aufbürdet, ohne zu realisieren, wie sehr er den jungen Mann überfordert und in Depressionen stürzt. Da John mit niemandem über seine Arbeit reden darf, auch nicht mit seiner Frau Alice, nutzt er die Folkmusik als Ventil, tritt nachts in kleinen Clubs auf und singt vor Fremden über seine belastenden Einsätze. Immer öfter stürzt er sich aber auch in suizidaler Absicht mit dem Rennrad in den nächtlichen Straßenverkehr. Der zweite Sohn Edward ist Kongressabgeordneter, genannt „Cool Rick“. Rick trägt Trainingsanzüge, träumt von seiner Jugend mit den Beastie Boys, doch in Wahrheit ist er nicht so cool, wie er gerne sein würde und verheimlicht seine Beziehung mit einer Schwarzen und den gemeinsamen Sohn. Nur wenn sich John in einer hoffnungslosen Situation befindet, schickt Tom Tavner auch den unbeholfenen Edward in den Einsatz, um seinen Bruder zu unterstützen.
Als im Frühjahr 2012 der iranische Präsident bei einem Hubschrauberabsturz ums Leben kommt, streiten zwei Kandidaten um seine Nachfolge. Tom Tavner will den gemäßigten, amerikafreundlichen Kandidaten finanziell unterstützen. Hierzu soll John unter einer Tarnidentität nach Luxemburg reisen, um eine Tasche mit Bargeld an einen iranischen Mittelsmann zu übergeben. Er schleust sich unter dem Tarnnamen John Lakeman beim Rohrleitungsunternehmen McMillan ein, das in Milwaukee ansässig ist, aber regelmäßig Mitarbeiter nach Luxemburg und in den Iran entsendet. Doch seine Tarnung als Ingenieur der Verfahrenstechnik ist löchrig, und er muss Stephen Tchoo, einen Konkurrenten um seinen Posten, ausschalten, indem er ihn vor ein Auto stößt.
Auch mit seinen anderen Kollegen hat der vermeintliche John Lakeman Schwierigkeiten. Insbesondere sein Vorgesetzter Leslie Claret, fachliche Kapazität und Verfechter traditioneller Werte, kann den Neuling von Anfang an nicht leiden. Ein verschrobener Kollege namens Peter Icabod entdeckt, dass Johns Universitätsabschluss gefälscht ist, und erpresst ihn ebenso zu Gefälligkeiten wie der Wachmann Jack Birdbath, der von John getötet werden will, um seine Lebensversicherung auszuzahlen. Einen unerwarteten Mitstreiter findet John in Dennis McClaren, von dem er sich Urin für eine Urinprobe borgt und der begeistert die Gelegenheit ergreift, für den Geheimdienst tätig zu werden, um seinem tristen Alltag zu entfliehen. Auf einer traditionellen Entenjagd gewinnt John den Firmenvorstand Lawrence Lacroix für sich, indem er Enten schießt, mit denen Lacroix prahlen kann, und entgeht so der vorzeitigen Kündigung.
In Luxemburg werden die Probleme noch größer. Johns Geldtasche wird von dem brasilianischen Flughafenangestellten Edgar Barros gestohlen. Zwar kann John sie wiederbeschaffen, jedoch muss er dafür einen der fünf Barros-Brüder, die allesamt Jiu-Jitsu-Kämpfer sind, töten. Dies ruft die luxemburgische Kommissarin Agathe Albans und ihre nur aus Frauen bestehende Mordkommission auf den Plan, die sich fortan an die Fersen der McMillan-Belegschaft heften und sie bis nach Amerika verfolgen. Wenigstens die Übergabe der Tasche scheint glatt zu laufen, bis sich der Bote Mikham Candahar als Mittelsmann des radikalen iranischen Kandidaten Cantar Walley entpuppt, und Tom Tavner erschrocken erkennen muss, dass sein Geld iranische Atomwaffen zu finanzieren droht.
Doch auch Candahar kommt die Geldtasche abhanden, als sie bei einer Vorladung auf dem Polizeirevier von einer jungen asiatischen Puppenspielerin gestohlen wird. Sowohl die iranische als auch die amerikanische Delegation sowie die Barros-Brüder jagen die Tasche, was für John Tavner bedeutet, dass er noch einmal nach Luxemburg reisen muss, ein Ziel, das er erst erreicht, als er seinen firmeninternen Widersacher Leslie ins Gesicht schießt. Alice und Edward finden heraus, dass Johns Verzweiflung darauf zurückzuführen ist, dass er im Auftrag seines Vaters töten muss. Doch John gehorcht ein weiteres Mal seinem Pflichtgefühl, schaltet alle Konkurrenten um die Geldtasche aus und findet die Puppenspielerin, nur um zu erfahren, dass sie die Tasche lediglich als Kulisse verwenden wollte und das Geld im Polizeirevier zurückgelassen hat. Dort hat es Kommissarin Albans gefunden und sich abgesetzt. Sie hinterlässt eine Notiz für John auf ihrem Schreibtisch, dass sie ihn nicht mehr verfolge, wenn er ihr nicht folge. John versöhnt sich mit diesem Ausgang, bis er einen Anruf seines Vaters erhält: Edward ist entführt worden und die Entführer wollen die Geldtasche als Lösegeld.

### Zweite Staffel
John Tavner lässt Kommissarin Agathe Albans vom Luxemburger Bahnhof abreisen, entführt jedoch – mit der ungeplanten Hilfe seiner angereisten Frau Alice – ihre Tochter Myna. Agathe weigert sich, ihre Tochter auszutauschen. Stattdessen nimmt sie Kontakt zu Alice auf und enthüllt dieser die Verbrechen ihres Mannes. Das Geld habe sie nur deshalb an sich genommen, um ihre Kolleginnen in Luxemburg vor den Nachstellungen Johns zu schützen. Doch eigentlich ist sie nicht an John interessiert, sondern an seinem Auftraggeber, der, wie sie inzwischen weiß, sein Vater Thomas ist. So schlägt sie Alice einen Deal vor: Wenn diese ihren Schwiegervater ausliefere, lasse sie John laufen. Edwards Entführung entlarvt sich als vorgetäuscht. Edward und Dennis wollten die Mission zum Scheitern bringen, um John aus ihren Zwängen zu befreien. Zwei andere Polizeigruppen setzen sich derweil auf seine Fährte: eine luxemburgische Polizeibrigade voller Frauenfeinde mit bemerkenswert kleinen Genitalien, die ihre Kolleginnen von der Mordkommission übertrumpfen wollen, und eine Gruppe versehrter und behinderter Polizisten aus Milwaukee, die John bei einem Einbruch in die dortige Asservatenkammer gegen sich aufgebracht hat.
Tom Tavner sieht derweil nur eine Möglichkeit, seine Mission zu retten: John soll einen Anschlag auf den radikalen iranischen Präsidentschaftskandidaten Cantar Walley verüben. Die Gelegenheit dazu bietet ein Treffen der OPEC in Paris. Hier muss sich John zuerst eine Schusswaffe besorgen, doch der Versuch, einen bewaffneten Ladenbesitzer zu bestehlen, geht furchtbar schief. John und Dennis werden angeschossen und verlieren je zwei Finger. Tom will mit John einen zurückgebliebenen Finger wiederbeschaffen, erweist sich jedoch als Feigling, wenn er selbst das leisten soll, was er stets von seinem Sohn verlangt. So ist John abermals auf sich allein gestellt und verletzt nicht nur den Ladenbesitzer schwer, sondern auch die Pariser Kommissarin Nan Ntep, sodass sie erblindet.
Johns Mutter Bernice Tavner, die Verkehrsministerin der Vereinigten Staaten, ist nach den besorgniserregenden Nachrichten über ihren Sohn angereist und setzt trotz Widerstand ihres Mannes durch, dass John und Dennis in einem Krankenhaus behandelt werden. Die beiden Eltern werden überrascht von Edwards Heiratsabsichten, der sich endlich dazu durchgerungen hat, zu seiner Freundin und seinem Sohn zu stehen. Bei der Hochzeitsvorbereitung erlebt John im Beisein seiner Freunde einige unbeschwerte Tage in Paris. Dann ruft ihm sein Vater wieder das Attentat in Erinnerung. Unter Einfluss von Marihuana und Alkohol, körperlich lädiert und halbblind humpelt John zu Walleys Anwesen, überquert elektrische Zäune, kämpft mit einem Wachhund und den „Action Boys“, einer Bande von schlecht gekleideten Elite-Soldaten. Schließlich erschießt er Wallace Candahar, Mikhams Vater und das iranische Pendant seines eigenen Vaters, als Tom den Einsatz durch einen Handyanruf abbricht.
Inzwischen haben sich die luxemburgische Kommissarin Agathe und ihre Pariser Kollegin Nan Ntep zusammengeschlossen, doch beim Versuch Tom Tavner mit der zurückgegebenen Geldtasche festzunehmen, kann dieser fliehen. Zwar gelingt kurz darauf die Festnahme, doch Bernice befreit ihren Mann mit ihrem politischen Einfluss. Es ist nun an John, die Geldtasche außer Landes zu schmuggeln. Da er gesucht wird, sind ihm alle regulären Ausreisemöglichkeiten verwehrt, doch er hat vorgesorgt: Von Leslie, den er damit zum ersten Mal beeindruckt, hat er sich einige Zähne ziehen lassen, um die Gesichtserkennung zu überlisten. Und er hat sich Dennis’ Finger annähen lassen, um durch einen Fingerabdruckscanner zu kommen – mit der Konsequenz, dass beiden die angenähten Finger absterben werden. Nur ein bester Freund, wie es der bedürftige Dennis für John sein will, wäre zu so einem Opfer bereit, erkennen die Kommissarinnen, doch sie kommen zu spät: John nimmt kein Schiff, wie ein gekauftes Fährticket vermuten ließ, sondern schwimmt mit der Tasche im Schlepptau durch Quallenschwärme über den Ärmelkanal in englische Gewässer, wo ihn sein einstiger Mitgefangener in Empfang nimmt.

## Hintergrund

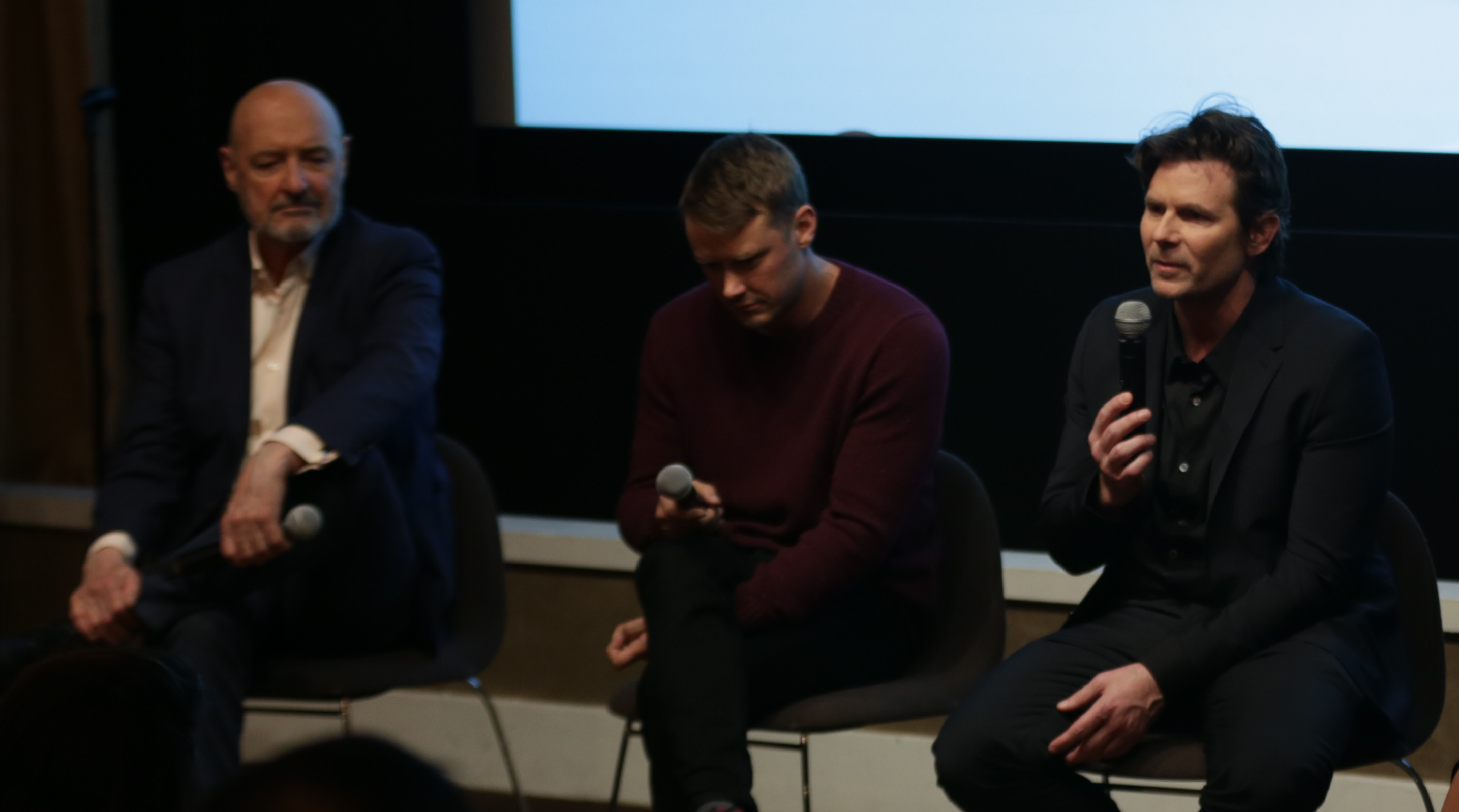
Preview zu Patriot (2017), von links nach rechts: Terry O’Quinn, Michael Dorman, Steve Conrad

Patriot wurde von Amazon Studios im Rahmen ihres damaligen Pilot-Konzepts produziert: Alle geplanten Serien fertigten lediglich eine Pilotepisode an und erst nach positiver Zuschauerresonanz auf deren Ausstrahlung wurde die vollständige Staffel in Auftrag gegeben. Die Pilotepisode von Patriot wurde neben fünf anderen Serien im Herbst 2015 vorgestellt. Nach der Beauftragung der restlichen Folgen fand der Großteil der Dreharbeiten vom 1. Juni bis in den September 2016 in Chicago statt. Die Außenaufnahmen von Luxemburg wurden in Prag gedreht, so dass etwa auch die Karlsbrücke, die Moldau und der Altstädter Brückenturm zu sehen sind. Ebenso sind dadurch in den luxemburger Szenen viele Fahrzeuge mit tschechischen Kennzeichen sichtbar, sowie Preise in tschechischen Kronen und Schilder mit tschechischen Webseiten. Während die Polizisten untereinander Französisch sprechen, tragen ihre Uniformen und Polizeiwagen deutsche Beschriftungen. Für den aus Neuseeland stammenden Hauptdarsteller Michael Dorman war Patriot die erste große Rolle in einer amerikanischen Produktion. In der Rolle des Dennis McClaren besetzte der Showrunner Steve Conrad seinen jüngeren Bruder Chris Conrad.
Die Idee für seine Serie erhielt Steve Conrad von einem realen Fall, der so genannten Plame-Affäre, in der die CIA-Agentin Valerie Plame im Vorfeld des Irakkrieges 2003 unter der Tarnung einer Angestellten in der Ölindustrie nach Niger reiste, um mögliche Ankäufe von waffenfähigem Uran des Irak zu ermitteln. In einem Interview beschrieb Conrad, dass ihn an der Affäre besonders reizte, dass die Ölfirma, in die Plame eingeschleust wurde, nicht wusste, dass sie eine CIA-Agentin war, sie also in kürzester Zeit die Grundlagen des Ölgeschäfts zu lernen hatte und alltägliche Aufgaben erfüllen musste, damit ihre Tarnung nicht aufflog. „Ich wollte diese bizarre, angespannte Situation auch für unseren Mann, wo man zeigt, dass er für eine internationale Ingenieursfirma arbeitet. Das sollte einfach sein. Aber es ist es nicht.“ Daneben sei Patriot eine Serie über Depressionen und verschiedenen Bewältigungsmechanismen zu deren Überwindung, ein Problem, das Conrad in seinem persönlichen Umfeld miterlebt habe.

## Rezeption
Laut Carolin Ströbele in der Zeit fügt Patriot dem Agentengenre „zwei neue Komponenten hinzu: schwarzen Humor und absoluten Fatalismus“. Michael Dorman als „Bob Dylan der CIA“ sei ein Agent „zwischen Depression, Pflichterfüllung und stoischer Verweigerungshaltung“, der „komisch und tragisch zugleich“ nur darauf zu warten scheine, „dass alles um ihn endlich zusammenbricht“. Christian Ihle in der tageszeitung findet in Patriot „eine ganz eigene Stimmung, die bipolar zwischen Verzweiflung an der Welt und skurrilem Humor schwankt – vergleichbar vielleicht mit einer depressiven Version von ‚Fargo‘.“ Für Joachim Huber im Tagesspiegel mischt Showrunner Steven Conrad „gekonnt skurrile, melancholische und lakonische Moment“. Die Serie habe „Slapstick, Schwärze, […] Ernst und Tiefe. Erzählt zuweilen in einem Tempo, als wollte die Serie stehenbleiben, John Tavner aus dem Bild klettern und in den Weiten Wisconsins verschwinden.“
Laut Oliver Jungen in der Frankfurter Allgemeinen Zeitung zeigt Amazon mit einer „nahezu perfekten Agentengroteske“, „was sich Produzenten dort alles herausnehmen können.“ Die Serie halte „vorbildlich die schwierige Balance zwischen böser Ironie und berührender Emotionalität“. David Steinitz urteilte in der Süddeutschen Zeitung: „Der Witz, die bissigen Kommentare zur Außenpolitik, die kleinen Nuancen im chaotischen menschlichen Miteinander, die ‚Patriot‘ ausmachen, sind in Hollywoods Blockbusterbetrieb selten geworden.“